# Native Voice One
Native Voice One (NV1) (Brand: Native Voice One: The Native American Radio Network) ist das nichtkommerzielle Radio-Network der Native Americans in den Vereinigten Staaten.

## Struktur und Auftrag
Native Voice One (NV1) ist die Radiosparte der Koahnic Broadcast Corporation. Die Aufgabe von NV1 sieht das Netzwerk darin, den Native Americans eine Stimme in Alaska, den USA und der gesamten Welt zu verleihen. Das Network verbreitet Programme von Natives und nicht-Natives, welche diesem Anliegen folgen. Eine weitere Aufgabe ist es, der amerikanischen Öffentlichkeit mit Nachrichten, Kulturprogrammen, Geschichte, Musik und Events das moderne Leben der Natives näherzubringen.
Viele der angeschlossenen Stationen übertragen das tägliche Musikprogramm UnderCurrents mit vier Stunden Musik aus den USA und der Welt. Als kulturübergreifendes, unaufgeregtes Musikprogramm von NV1 gestartet, wird UnderCurrents mittlerweile von 170 Radiostationen übernommen.  
Die NV1-Programme werden nach eigenen Angaben von über 140 angeschlossenen Stationen übernommen. Dabei handelt es sich um Radiostationen in den Reservaten, Dorf-eigene Stationen, aber auch Stationen auf den Top-Radiomärkten in den Ballungsräumen der USA und Kanada. Daneben verbreitet NV1 einen 24-Stunden-webstream.

## Angeschlossene Stationen

### Alaska
- KCUK
- KBRW-AM Barrow
- KNBA
- KNNB
- KUCB Unalaska (auch HD Radio)
- KCUK Chevak

### Kalifornien
- KIDE

### Wyoming
- KWRR Ethete

### Montana
- KGVA

### South Dakota
- KOYA